# Beaunoir (cépage)
Le  beaunoir N est un cépage français de raisins noirs.

## Origine et répartition géographique
Le beaunoir est cultivé dans l'Aube et dans le canton Châtillon-sur-Seine en Côte-d'Or.
En 1999 des chercheurs de l'Université de Californie à Davis ont soumis 322 échantillons de vigne à des analyses génétiques poussées. En tout, 16 cépages, dont le beaunoir, sont le résultat de croisements entre le Gouais blanc et le Pinot noir. Il s'agit de l'aligoté, de l'aubin vert, de l'auxerrois, du bachet noir, du beaunoir, du chardonnay, du dameron, du franc noir de la Haute-Saône, du gamay blanc Gloriod, du gamay, du knipperlé, du melon, du peurion, du romorantin, du roublot et du sacy.

## Aptitudes culturales
La maturité est de deuxième époque : 10 jours après le chasselas.

## Potentiel technologique
Les grappes et les baies du beaunoir sont petites. La grappe est cylindrique et très compacte. Le cépage est de bonne vigueur et la production est régulière. Le beaunoir est en voie de disparition. Les vins sont généralement de qualité commune, peu colorés et de faible degré d'alcool.

## Synonymes
Le beaunoir est connu sous les noms de beaunoire, cep gris, Ço gris, mourillon, pinot d´Aï, pinot d´Orléans aux Riceys, seau gris, sogris.